# Kellin Quinn
Kellin Quinn Bostwick (Medford, Oregón, Estados Unidos, 24 de abril de 1986) es un músico estadounidense, conocido por ser el vocalista de la banda rock alternativo/post-hardcore Sleeping With Sirens.

## Biografía

### Primeros años de vida
Quinn nació el 24 de abril de 1986 en la ciudad de Medford, Oregón. Comenzó su carrera como cantante en varias bandas, tales como Closer 2 Closure, For All We Know y Our Name in City Lights, antes de unirse a Sleeping with Sirens en 2009. Quinn también tiene su propia línea de ropa, llamada Anthem Made.

### Carrera musical

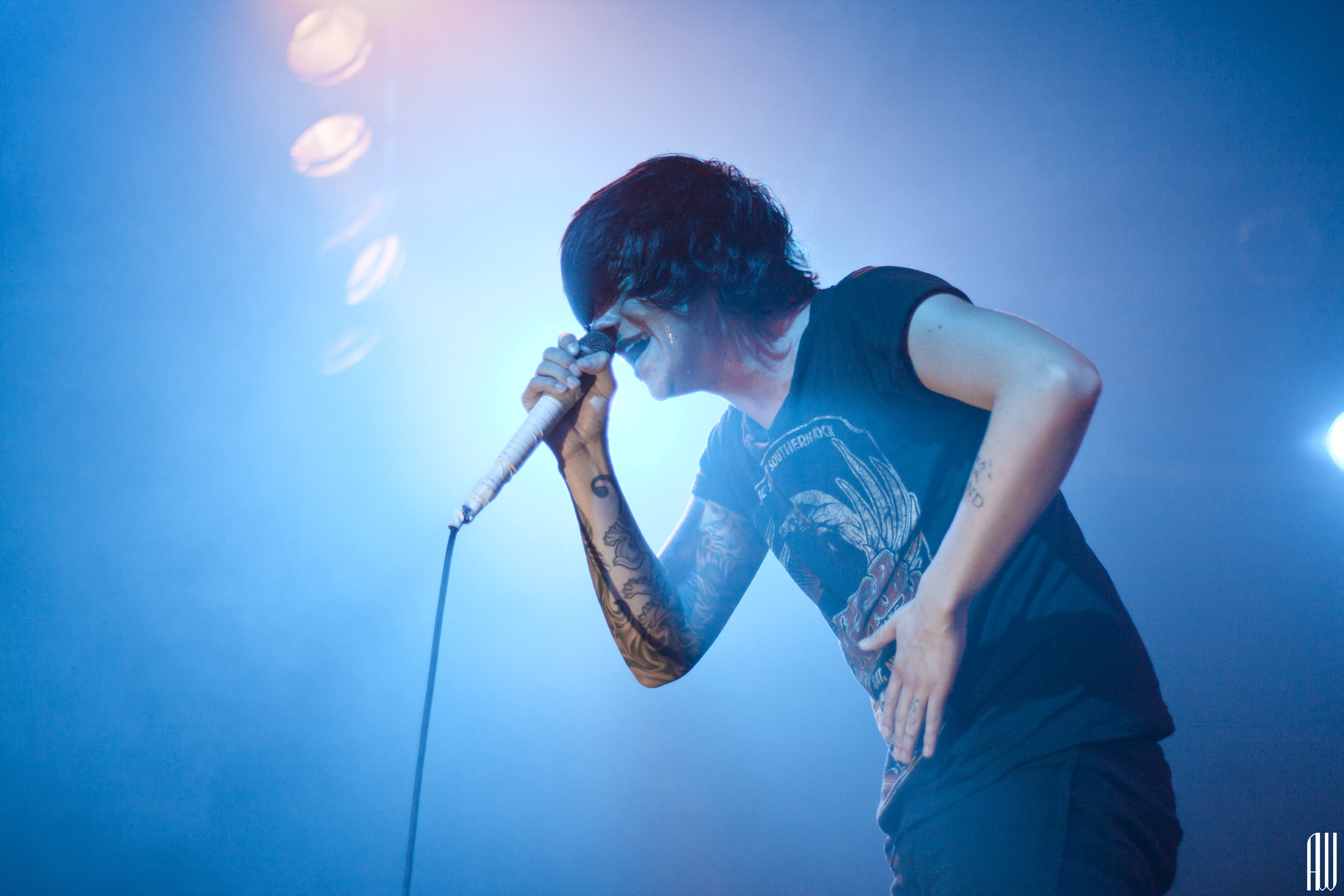
Quinn en The Sky Tour de 2012.

Quinn se unió a la banda Sleeping with Sirens en 2009, en reemplazo del cantante Brian Calzini. El primer álbum de la banda, With Ears to See, and Eyes to Hear, fue lanzado el 23 de marzo de 2010, alcanzando el puesto número 7 en la lista de éxitos Top Heatseekers de Billboard, y el puesto número 36 en Top Independent Albums. El 7 de abril de 2011, la banda lanzó el sencillo Do It Now Remember It Later. Más tarde ese mismo mes, lanzaron otro sencillo, titulado Fire, mientras que el segundo álbum fue lanzado el 10 de mayo de 2011. El 26 de junio de 2012, la banda lanzó su primer EP acústico If You Were a Movie, This Would Be Your Soundtrack, y el 21 de octubre un nuevo sencillo titulado Dead Walker Texas Ranger como un especial de Halloween.
El 23 de abril de 2013, la banda lanzó un nuevo sencillo, Low, y lanzó el tercer álbum Feel, el 4 de junio de ese año. El 4 de agosto, la banda anunció que serían cabeza de cartel de su gira, The Feel This Tour, en apoyo de su álbum Feel. Memphis May Fire, Breathe Carolina, Issues, y Our Last Night tocaron junto a ellos en la gira en las fechas seleccionadas.
En 2022, Quinn participó en el videojuego Sonic Frontiers siendo el vocalista de las canciones "Undefeatable" (compuesta por Tomoya Ohtani, el compositor de la saga), "Break Through It All" y "Find Your Flame", esta última junto con Tyler Smyth (vocalista de la banda, Dangerkids, cuales ya habían trabajado con Sega en el videojuego Sonic Forces).

## Vida personal
Quinn contrajo matrimonio con Katelynne Lahmann, actualmente Katelynne Quinn, en abril de 2013. Adoptó legalmente a los dos hijos de Katelynne, Rowan y Liam cuando estos dos eran bastante jóvenes. La pareja le dio la bienvenida a su hija llamada Copeland, el 18 de mayo de 2012.
Quinn es buen amigo del cantante de la banda Pierce the Veil, Vic Fuentes, y colaboró con la banda de éste en el sencillo King for a Day. El 28 de noviembre de 2012, varios periódicos informaron erróneamente que Quinn había muerto en un accidente. El primer periódico informó que había muerto en un accidente de moto de agua, mientras que un segundo sostuvo que el cantante había fallecido en un accidente de tráfico. Quinn se vio obligado a explicar vía Twitter que estaba vivo.

## Discografía

### ConSleeping with Sirens
Álbumes de estudio:
- 2010: With Ears to See and Eyes to Hear
- 2011: Let's Cheers to This
- 2013: Feel
- 2015: Madness
- 2016: Live and Unplugged
- 2017: Gossip
- 2019: How It Feels to Be Lost
- 2022: Complete Collapse

EP:
- 2012: If You Were a Movie This Would be Your Soundtrack

### Colaboraciones
- 2010: "The Amazing Atom" - (At the Skylines)
- 2010: "In the Face of Death" - (The Last Word)
- 2011: "Airplanes" - (We Are Defiance Ft. Tom Denney)
- 2011: "Bring On the Empty Horses" - (Call Us Forgotten)
- 2011: "They don't care" - (Our name in city lights) (ft Kamaki)
- 2012: "WeFightFail" - (Aerolyn)
- 2012: "Miles Away" - (Memphis May Fire)
- 2012: "Closer to Becoming a Killer" - (She Can't Breathe)
- 2012: "King For A Day" - (Pierce the Veil)
- 2012: "The Surface Beneath" - (Avera)
- 2012: "Building Coral Castle" - (The Words We Use)
- 2013: "Miles Away" (Versión acústica) - (Memphis May Fire)
- 2013: "Swing Life Away" - (Machine Gun Kelly)
- 2015: "Paper Planes" - (One Ok Rock)
- 2015: "The Chase" - (Too Close to Touch)
- 2015: "Into The Rest" - (Avion Roe)
- 2015: "Kick Me" - (Sleeping With Sirens)
- 2016: "Keep Swinging" - (Good Charlotte)
- 2016: "Ma Chérie" - (Palaye Royale)
- 2020: "Upside Down" - (Hollywood Undead)
- 2020: "Love Me" - (Magnolia Park)
- 2021: "Love Race" - (Machine Gun Kelly)
- 2021: "Messy" - (Conquer Divide)
- 2021: "No Fear" - (Amber Liu)
- 2021: "1 Thing" - (Sophie Powers)
- 2021: "Letters'" - (Paleskin)
- 2021: "The Only Ones" - (Crashing Atlas)
- 2021: "Never Ending Nightmare" - (Citizen Soldier)
- 2022: "How Could You Do This To Me" - Maggie Lindemann)
- 2022: "Deja Vu (canción de Olivia Rodrigo)" - (The Safest Ledge)
- 2022: "Undefeatable" - (Tomoya Ohtani, Sonic Frontiers)
- 2022: "Break Through It All" - (Tomoya Ohtani, Sonic Frontiers)
- 2022: "Find Your Flame" -(Tyler Smyth, Sonic Frontiers)
- 2023: "I'm Here" -

(Tomoya Ohtani, Sonic Frontiers)